# Medio poroso

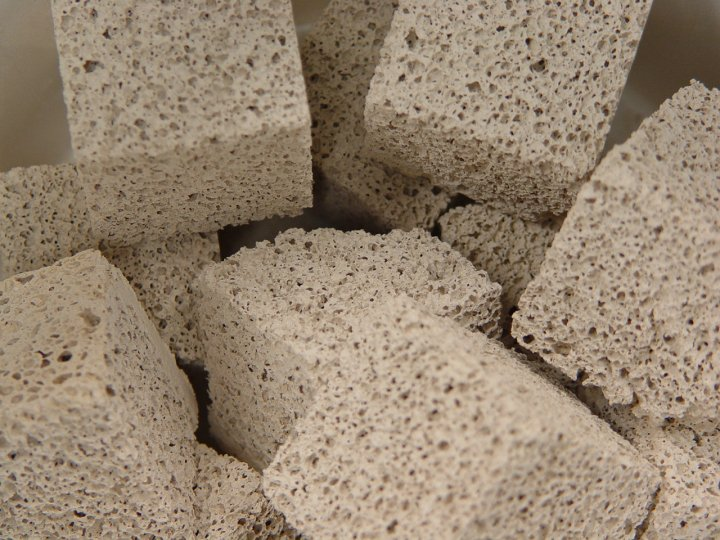
Cerámica de celda abierta

Un medio poroso o un material poroso es un material que contiene poros (huecos). La parte esquelética del material a menudo se denomina "matriz" o "marco". Los poros suelen estar llenos de un fluido (líquido o gas). El material esquelético suele ser un sólido, pero las estructuras como las espumas a menudo también se analizan de manera útil utilizando el concepto de medio poroso.
Un medio poroso se caracteriza con mayor frecuencia por su porosidad. Otras propiedades del medio (por ejemplo, permeabilidad, resistencia a la tracción, conductividad eléctrica, tortuosidad) a veces pueden derivarse de las propiedades respectivas de sus constituyentes (matriz sólida y fluido) y la porosidad del medio y la estructura de los poros, pero dicha derivación suele ser compleja. Incluso el concepto de porosidad es sencillo para un medio poroelástico.
A menudo, tanto la matriz sólida como la red de poros (también conocida como espacio de poros) son continuas, de modo que forman dos continuos que se interpenetran, como en una esponja. Sin embargo, también existe un concepto de porosidad cerrada y porosidad efectiva, es decir, el espacio poroso accesible para fluir.
Muchas sustancias naturales como rocas y suelo (por ejemplo, acuíferos, depósitos de petróleo), zeolitas, tejidos biológicos (por ejemplo, huesos, madera, corcho) y materiales artificiales como cementos y cerámicas pueden considerarse medios porosos. Muchas de sus propiedades importantes solo pueden racionalizarse considerándolas como medios porosos.
El concepto de medio poroso se utiliza en muchas áreas de la ciencia y la ingeniería aplicadas: filtración, mecánica (acústica, geomecánica, mecánica de suelos, mecánica de rocas), ingeniería (ingeniería del petróleo, biorremediación, ingeniería de la construcción), geociencias (hidrogeología, geología del petróleo, geofísica), biología y biofísica, ciencia de los materiales. Dos importantes campos de aplicación actuales de los materiales porosos son la conversión de energía y el almacenamiento energética, donde los materiales porosos son esenciales para superpacitores, pilas de combustible y baterías.

## Flujo de fluido a través de medios porosos
El flujo de fluidos a través de medios porosos es un tema de interés común y ha surgido como un campo de estudio separado. El estudio del comportamiento más general de los medios porosos que implican la deformación del marco sólido se denomina poromecánica.
La teoría de los flujos porosos tiene aplicaciones en las tecnologías de impresión por chorro de tinta y eliminación de desechos nucleares, entre otras.

## Modelos de estructura de poros
Hay muchos modelos idealizados de estructuras de poros. Se pueden dividir a grandes rasgos en tres categorías:
- Redes de capilares
- Matrices de partículas sólidas (por ejemplo, paquete cerrado aleatorio de esferas)
- Trimodal

Los materiales porosos a menudo tienen una estructura similar a un fractal, con un área de superficie de poro que parece crecer indefinidamente cuando se ve con una resolución cada vez mayor. Matemáticamente, esto se describe asignando a la superficie de los poros una dimensión de Hausdorff mayor que 2. Los métodos experimentales para la investigación de las estructuras de los poros incluyen la microscopía confocal y la tomografía de rayos X.

## Leyes para materiales porosos
Una de las leyes para materiales porosos es la ley de Murray generalizada. La ley de Murray generalizada se basa en optimizar la transferencia de masa minimizando la resistencia al transporte en los poros con un volumen dado, y puede ser aplicable para optimizar la transferencia de masa que implica variaciones de masa y reacciones químicas que implican procesos de flujo, difusión de moléculas o iones.
Para conectar una tubería principal con un radio de r0 a muchas tuberías secundarias con un radio de ri, la fórmula de la ley de Murray generalizada es:
{\displaystyle r_{o}^{a}={1 \over 1-X}\sum _{i=1}^{N}r_{i}^{a}}, 
donde X es la relación de variación de masa durante la transferencia de masa en el poro principal, el exponente α depende del tipo de transferencia. Para flujo laminar α = 3; para flujo turbulento α = 7/3; para molécula o difusión iónica α = 2; etc.